# Ovidie
Ovidie é uma diretora, produtora, jornalista, pesquisadora-doutora em literatura e escritora francesa. Conhecida como uma atriz pornô feminista de 1999 a 2003. Ela já dirigiu tanto filmes pornográficos como documentários.

## Visão geral
Ovidie se recusou a dar seu nome verdadeiro para a imprensa. Seus pais são liberais com um "bom histórico familiar" e trabalhavam como professores. Ela era casada, seu marido deixou um cargo de professor na Universidade de Paris para editar uma revista pornográfica. Mais tarde eles se divorciaram, mas seu trabalho não foi um fator para o divórcio.
Ovidie negou entrar na industria pornográfica por sexo ou dinheiro, descrevendo-se como classe média. O seu envolvimento na dança e coreografia e seu interesse na expressão do corpo humano desempenharam um papel na sua atração para a indústria.
Quando Ovidie tornou-se uma atriz pornográfica, descreveu-se como "militante feminista muito ativa". Ela inicialmente assistia à pornografia para compreender a injustiça que estava sendo cometida contra as mulheres que trabalhavam na indústria. Ela surpreendeu-se quando algumas atrizes pornográficas, pela qual uma vez sentira pena, a impressionou com poderosas imagens sexuais. Querendo atingir esse mesmo tipo de força sexual, que parecia compatível com ideais feministas, ela começou a atuar em filmes pornográficos. Ela disse à Revista Times: "eu estou interessada nesse tipo de experiências não só porque eu sou perversa, que como vocês viram eu posso ser quando eu quero ser. Não, isso é porque nem todos podem alcançá-los."

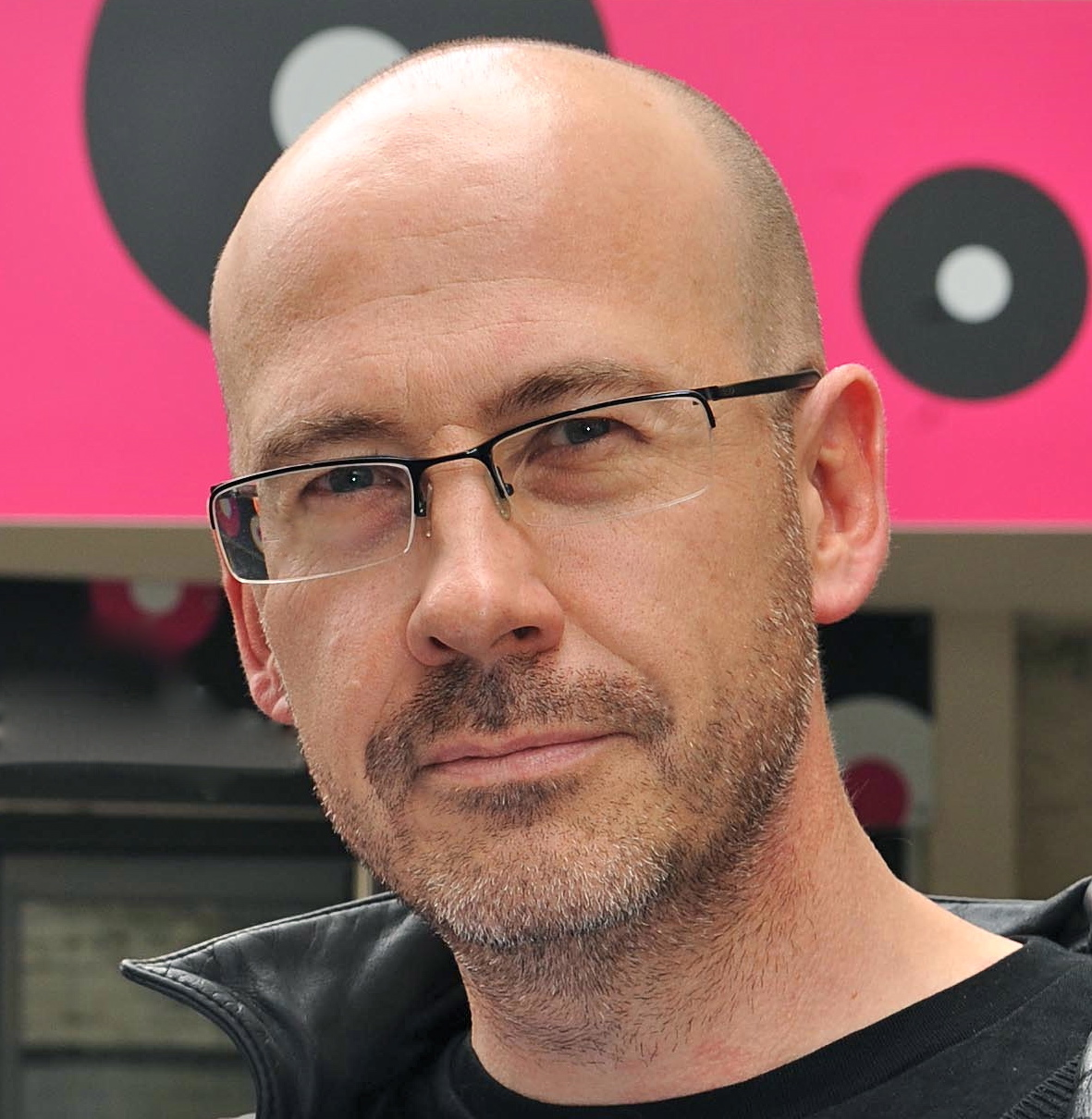
F. Metivier

Tendo licenciatura em Filosofia e mestrado em Literatura[carece de fontes?], Ovidie tem sido apelidada de L'intello du porno (A intelectual do pornô). Ela disse que só estudou filosofia de modo que ela pudesse compreender pornô. Em 2012 ela escreveu Sexe Filo, em colaboração com a filosofa Ph.D. Francis Métivier.
Ovidie era uma atriz pornô ativa até 2003, quando ela foi destaque no filme (porn/mainstream crossover film) All About Anna. Ela também foi ativa como diretora pornográfica, tanto durante seus anos como uma atriz, quanto depois. Depois de apenas um ano de realização, o seu primeiro filme como diretora, Orgie en Noir (2000), foi produzido por Marc Dorcel, desde então ela já dirigiu um grande número de vídeos para o publico feminino para Marc Dorcel, Blue One, VCommunications e Canal +. Ela é considerada como um especialista em pornografia feita por mulheres para mulheres. Em Maio de 2008, ela passou a dirigir os vídeos para o canal de educação sexual FrenchLover TV, assim em 12 de março de 2011 ela era diretora do programa FrenchLover TV. Ela também costumava apresentava um talk show semanal no canal. Ela saiu da empresa em outubro de 2015 para se concentrar em sua carreira como jornalista. Ela trabalhou para a Rádio France, no Conselho da União Europeia da Metronews, France 2, e Canal +.
Durante a sua carreira ativa como artriz pornográfica, ela raramente fazia cenas de sexo anal e exigiu que seus parceiros usassem um preservativo em todas as modalidade, exceto na sua primeira vez.
Em 2002 ela publicou o seu primeiro livro, Porno Manifesto, o qual ela disse ter escrito por ela estar com raiva sobre a ignorância a cerca da pornografia. Até o ano de 2005, ela tinha uma sex shop que atendia apenas mulheres. Ela escreveu 11 livros, a maioria deles sobre a sexualidade feminina (Osez découvrir le point G, La sexualité féminine de A à Z, etc), mas também sobre a gravidez (Osez l'amour durant la grossesse), filosofia (Sexe Filo), e o Punk Rock (Metal Urbain: a good hippie is a dead one).
Em 2006 ela começou a escrever e dirigir documentários políticos. Em novembro de 2011 seu filme Rhabillage, produzido pelo cineasta francês Jean-Jacques Beineix, foi ao ar no canal nacional francês de televisão France 2, com 6 milhões de espectadores. Em 2015 dirigiu À quoi rêvent les jeunes filles?, um documentário sobre a sexualidade dos millennials que foi ao ar no France 2.
Ela é colunista do jornal francês Metronews desde dezembro de 2012.
Ovidie é uma devota vegana e ativista de direitos animais.

## Filmografia
Ovidie já apareceu em filmes não-pornográficos, tais como Mortel Transfer de Jean-Jacques Beineix e Le Pornographe (O Pornógrafo) de Bertrand Bonello. Neste último filme ela realiza uma cena de sexo não-simulada.
Ela também aparece no filme dinamarquês All About Anna, produzido pela Zentropa de Lars von Trier, onde ela realizou de forma explícita e não-simulada sexo oral na atriz e cantora Gry Bay, um toque típico da Zentropa filmes. Ela é a única estrela pornô no elenco do filme, ainda se destaca como ela não aparecer nua no filme (só Gry Bay aparece sem roupa durante sua cena de sexo).
Ela também estrelou em 2007 um filme de Jean Rollin, La nuit des horloges e, em 2016, ela aparece em Saint-Amour, dirigido por Benoît Delépine e Gustave Kervern, com Benoit Poelvoorde e Gérard Depardieu.

## Música
Ovidie também tem sido ativa em círculos musicais, organizando concertos underground dentro da França para músicos marciais como Dernière Volonté, Position Parallèle, e outros. Em 2006, dirigiu 8 vídeos de música para a banda francesa de electro punk Metal Urbain. Em 2009 Ovidie dirigiu e atuou em um vídeo de música de uma banda alemã de rock eletrônico e glam rock chamada The World Domination.
Em 2012 ela escreveu, com o roqueiro punk francês Eric Debris, o livro Metal Urbain: a good hippie is a dead one que tem um prefácio do roqueiro punk americano Jello Biafra.

## Títulos e prêmios
Durante cinco anos no negócio do pornô, Ovidie apareceu em mais de 60 filmes[carece de fontes?]
e recebeu sete prêmios:
- Bruxelles 2001
- 2001 Hot d'Or Award - Hot d'Or d'honneur e Melhor Roteiro Original (Orgie en noir - escritor)[16]
- Bruxelles 2002

- 2002 Ninfa Award - Melhor Atriz (Público)[17]

- Bruxelles 2003
- 2004 Europeu X Award indicada - Melhor Atriz (França)[18]
- 2009 Hot d'Or Honorary Award[16][19]
- 2013 Feminist Porn Award de Filme do Ano
- 2014 Feminist Porn Award De Melhor Diretor